# Vienna (ville romaine)
Pour les articles homonymes, voir Vienna.
Vienna ou Vienna Allobrogum était le nom latin de l'actuelle ville de Vienne dans le département de l'Isère.

## Histoire

### Avant l'arrivée des Romains, les Allobroges occupent le territoire
Le peuple celte des Allobroges (les gens venus d'ailleurs), s'installa autour du Ve siècle av. J.-C. dans la région allant de Genève au mont Pilat en passant par Cularo (future ville de Grenoble). Vienne devint la « capitale » des Allobroges. Cet habitat gaulois est bien modeste. Au Ier siècle, Vienne n'est encore qu'un village, même si selon Strabon on « l'appelait déjà capitale de ce peuple (les Allobroges) ». Le centre allobroge le plus important était l'énigmatique Solonion du récit de l'historien Dion Cassius.

#### L'arrivée de Crétois
Des auteurs anciens, repris par des chroniqueurs médiévaux, estiment qu'à la suite d'une importante famine (suivant Étienne de Byzance dans ses Ethniques du VIe siècle), des Crétois émigrent en grand nombre de la cité crétoise de Viánnos et fondent la nouvelle ville de Viánnos qui devient ensuite la ville romaine de Vienna. Un auteur affirmant même que ces Crétois seraient venus en Gaule au retour d'Idoménée de la guerre de Troie, ce qui évoque d'autres légendes fondatrices (l'une évoquant une origine grecque pour Paris, qui aurait été fondée par le héros Pâris ; l'autre évoquant la création d'une ville Belgis, première capitale de la Gaule belgique, par Bavo, qui serait un grec de la famille de Priam exilé en Gaule à la suite de l'effondrement de Troie.
La capitale allobroge est également située sur l'axe rhodanien. Cet habitat gaulois comprend d'abord un double oppidum mis au jour dans les années 1950 au sommet des collines de Pipet et de Sainte-Blandine et qui confirme l'importance de ce site urbain. Vienne est aussi un port et à ce titre elle commerce depuis plusieurs siècles avec Marseille et le monde grec, puis avec l'Italie.

### La domination de Rome

#### La conquête du territoire allobroge
Mais déjà la puissance de Rome se manifeste en Gaule. À l'appel de Marseille, justement, les Romains franchissent les Alpes en 125 av. J.-C. et détruisent Entremont, le chef-lieu du peuple des Salyens près d'Aix-en-Provence. Les chefs salyens se réfugient alors chez les Allobroges. Ceux-ci refusent de livrer leurs hôtes aux Romains. C'est la guerre. L’armée romaine remonte le Rhône. Sans attendre les Arvernes, auxquels ils étaient alliés, les Allobroges engagent le combat, près du confluent du Rhône et de la Sorgue. Ils sont écrasés, laissant sur le champ de bataille 20 000 des leurs et 3 000 prisonniers. Quelques mois plus tard, cette fois avec les Avernes, ils sont de nouveau battus par les troupes romaines au confluent du Rhône et de l'Isère, perdant ensemble plus de 100 000 hommes. Le territoire allobroge est annexé et entre dans la nouvelle Provincia (province, d'où viendra le nom de Provence) qui s'étend sur le Sud-Est de la Gaule.
En conséquence, la cité allobroge perd toute liberté et est soumise à l'impôt qu'elle doit à Rome en tant que vaincue. Cet impôt est très lourd, d'autant qu'il est affermé à des sociétés de publicains, celles-ci soutenues par les gouverneurs qui en profitent pour réaliser d'énormes fortunes sur le dos des provinciaux. Déjà éprouvés par les invasions des Cimbres et des Teutons, les Allobroges se rebellent en 107 av. J.-C. - 102 av. J.-C.. L'envoi de deux délégations à Rome n'aboutit à aucun résultat. Alors, en 62 av. J.-C., Catugnatos, « chef de toute la nation », entraîne les Allobroges dans la révolte. Pendant deux ans, il tient tête aux légions romaines. Mais le pouvoir de Rome est trop solide. En 61 av. J.-C., le proconsul Pomptinus s'empare de Solonion, ce qui met fin à la guerre. À la suite de cet épisode se produit un événement important : l'aristocratie allobroge abandonne Solonion pour s'installer dans une nouvelle capitale, Vienne. Dix ans plus tard, pour la première fois, le nom de Vienne apparaît dans l'histoire sous la plume de Jules César.

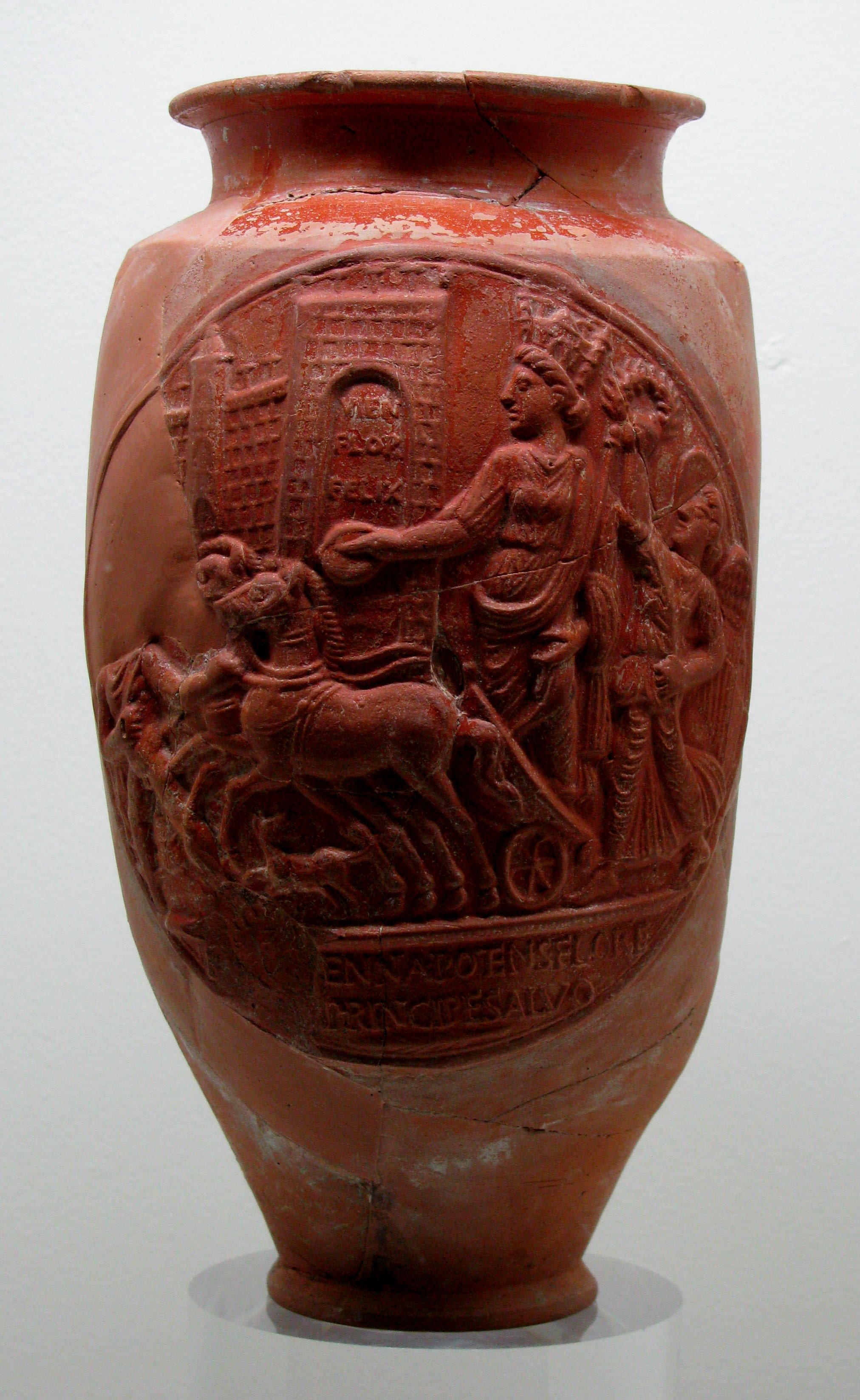
Le triomphe de Vienne personnifiée et couronnée, défilant devant les murailles de la ville. Vase à médaillon du IIe siècle découvert à Lyon.

#### Les Allobroges dans la Conjuration de Catilina
Les Allobroges jouent un rôle déterminant dans l'histoire de Rome lors de La Conjuration de Catilina, un complot politique visant la prise du pouvoir à Rome en 63 av. J.-C. par le sénateur Lucius Sergius Catilina. Les Allobroges, venus à Rome pour se plaindre des conditions économiques de leur province et de la cupidité de leurs magistrats, rencontrent les conjurés qui, faisant feu de tout bois, tentent de se rallier tous les mécontents, même des Gaulois. Les Allobroges hésitent sur le parti à prendre, puis se rallient au pouvoir en place. Manipulés par Cicéron, ils obtiennent des conjurés de précieuses informations. Ils exigent même une lettre d'intention signée des conjurés, qui tombent sans se méfier dans le piège. Interceptés à leur départ de Rome, les Allobroges remettent cette lettre au Sénat. Le Sénat n'a plus alors qu'à cueillir les partisans du coup d'État. Les sénateurs, reconnaissants, votent des récompenses pour les fidèles Allobroges.

#### Le ralliement de Vienna à César pendant la Guerre des Gaules
Pendant la guerre des Gaules, Vienne est fidèle à Jules César. D'ailleurs c'est à Vienne qu'il installe un corps de cavalerie de renfort. Ainsi, après la guerre, certains Allobroges sont récompensés. Vers 45 av. J.-C., Tiberius Néron, père du futur empereur Tibère, aurait installé à Vienne d'anciens soldats de troupes auxiliaires, mais pour peu de temps, puisqu'au lendemain de l'assassinat du dictateur en 44 av. J.-C., ils sont expulsés et vont s'établir au nord, au confluent du Rhône et de la Saône où, l'année suivante, Lucius Munatius Plancus fonde pour eux la colonie de Lugdunum. Il y eut peu de conséquences pour Vienne.

#### Vienna, colonie romaine
Les origines de la colonie romaine de Vienne sont connues seulement partiellement et ont fait l'objet d'hypothèses diverses. longtemps on estime que Vienne est promue dès 50 av. J.-C., colonie latine par Jules César sous le nom de Colonia Julia Viennensis. Selon cette hypothèse, en 44 av. J.-C. une révolte gauloise chasse de Vienne les Romains qui fondent une autre colonie à proximité, à Lugdunum. Octave aurait ensuite réinstallé une colonie à Vienne. On considère plutôt aujourd'hui que les Romains chassés de Vienne ne sont pas des colons mais des negotiatores (marchands) et qu'ils sont chassés en 62 av. J.-C. lors de la révolte de Catugnatos. Ce n'est donc que sous Octave que la cité aurait reçu, comme Nîmes, le statut de colonie latine.
Vienne devient rapidement un centre important du commerce et des échanges avec la Méditerranée ; de vastes entrepôts découverts à Saint-Romain-en-Gal en témoignent.
La ville obtient d'Auguste le privilège impérial de s'entourer d'une muraille dès le Ier siècle apr. J.-C. Cette muraille fait 7,2 km de long, soit la plus longue des Gaules ; la superficie enclose, 250 ha environ, en fait également une des plus importantes villes des provinces gauloises. Entre 35 et 41 elle est promue au statut de colonie romaine, sans doute par Caligula. Elle est un centre important durant la période romaine, rivalisant avec sa voisine Lugdunum (Lyon). En l'an 48, l'empereur Claude évoque dans son discours au Sénat (discours reproduit par la table claudienne, exposée au musée gallo-romain de Fourvière) : « ornatissima ecce colonia valentissimaque Viennensium » (« la très puissante colonie des Viennois, richement ornée »). Sa parure monumentale édifiée sur des terrasses successives dominant le Rhône est alors impressionnante et de nombreux vestiges en témoignent : temple d'Auguste et de Livie, arcades du forum, théâtre et odéon, hippodrome, murailles, thermes sont encore partiellement ou totalement en élévation. De nombreuses découvertes et fouilles archéologiques depuis le XVIe siècle offrent l'image d'une cité riche et puissante : mosaïques, fresques, marbres, mobilier… Le site archéologique de Saint-Romain-en-Gal, un des quartiers de la ville antique qui s'étend sur les deux rives du Rhône, témoigne de cette richesse.
Une colonie juive apparaît à Vienne, pour la première fois en Gaule. L'ethnarque de Judée Hérode Archélaos y est exilé en l'an 6 de notre ère.
Decimus Valerius Asiaticus, dit « Asiaticus le Viennois », de la gens Valerii, est sénateur romain, consul deux fois, dont en 46, et possède à Rome « les jardins de Lucullus », terrain où s'élève à l'heure actuelle la villa Médicis à Rome.

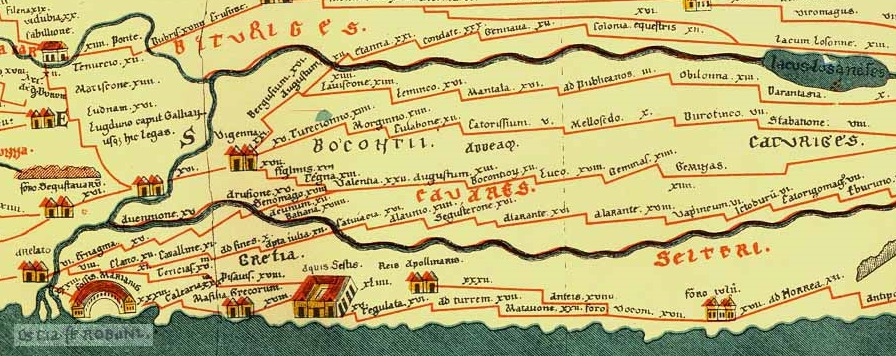
La région viennoise sur la table de Peutinger

### Vienna au Bas-Empire
Au IIIe siècle, la prospérité économique de la ville déclina, plusieurs quartiers sur les deux rives du Rhône furent progressivement abandonnés et tombèrent en ruine. L'insécurité s'installa et un nouveau rempart plus réduit que le premier fut construit sur la rive gauche du Rhône.
Cependant, le trésor d'argent enfoui au début du IVe siècle dans le quartier sud de la ville montre que la prospérité n'avait pas totalement disparu. Le rôle politique de Vienna s'affirma, elle devint siège d'un diocèse et capitale de la Viennoise, elle reçut la visite de plusieurs empereurs.

#### Arrivée et essor du christianisme à Vienna
En 177, il est fait mention pour la première fois du christianisme à Vienna. Le diacre Sanctus fut martyrisé avec les martyrs de Lyon.
Au cours de la seconde moitié du IIIe siècle, la communauté chrétienne se développa, elle était dirigée par un évêque au plus tard en 314, elle devint une métropole religieuse importante, capitale du diocèse de Vienna.

#### Vienna, capitale de province
En 275 - 276, une invasion franque et alémanique à Vienne provoqua l'abandon du théâtre. À la fin du IIIe siècle, une réforme administrative de l'empire changea le découpage territorial des provinces. Vienna devint la capitale d'une nouvelle province, la Viennoise créée à partir de la partition de la Gaule narbonnaise.
En 316, l'empereur Constantin passa par Vienna, en 356 ce fut au tour de Julien de passer par Vienna, il y prit ses quartiers d'hiver en 360. Le 15 mai 392, l'empereur Valentinien II mourut à Vienna.

#### Les querelles religieuses entre Arles et Vienne
Le Ve siècle fut marqué par des dissensions entre les évêques d'Arles et de Vienne pour l'attribution du titre d'archevêque métropolitain. En 388, au concile de Turin fut tentée une conciliation. En 417, le pape Zosime accorda aux évêques d'Arles les pouvoirs de métropolitains sur la Viennoise, l'évêque de Vienne Simplicius ne contesta pas cette décision. En 445, le pape Léon amoindrit les prérogatives des évêques d'Arles. Vienne redevint métropole de la Viennoise (siège d'un archevêché). Entre 450 et 475 : le pape Léon régla le différend entre Arles et Vienne en partageant officiellement la Viennoise en deux provinces ecclésiastiques.

#### Vienna et la fin de l'empire romain d'occident
En 411, Constans, assiégé dans Vienna par Géronce, mourut. Vers 468, les Burgondes occupèrent Vienna et en 476, l'empire romain d'occident disparaissait.

## Vestiges
La ville de Vienne conserve de nombreux vestiges de la période antique :

### Le forum
L'entrée sud-est du forum, encore en place du fait de son intégration dans une construction médiévale, se compose de deux arcs dont le plus grand permettait l'accès à la place et le plus petit, axé nord-sud, appartenait à la galerie de la basilique. Sa décoration d'époque julio-claudienne est particulièrement soignée : de part et d'autre d'une frise de feuilles d’acanthe, des têtes représenteraient selon les dernières interprétations Achéloos, dieu à cornes taurines, et non pas Jupiter Amon. C'est au sud de l'unique éperon rocheux de la plaine longeant le Rhône que les Allobroges avaient aménagé une plateforme, remaniée pour la création du forum romain. Le caractère névralgique de ce lieu a perduré à travers les siècles, puisqu'au Moyen Âge, le palais des rois de Bourgogne, qui devint ensuite palais delphinal, a pris place juste au nord du temple d'Auguste et de Livie. Au XVIIIe siècle, le bâtiment est reconstruit, et sa fonction de palais de justice subsiste encore aujourd'hui.

### Le temple d'Auguste et de Livie
Le temple édifié au début du Ier siècle, qui se situait dans le forum de la cité antique de Vienna. Lors de sa construction, le temple fut dédié au culte impérial, pour honorer l'empereur Auguste et son épouse Livie. Il présente deux états de construction. Du bâtiment primitif construit en pierre du Midi, il ne reste que la partie arrière : mur en grand appareil à l'ouest, pilastres d'angle, retours avec pilastres et colonnes. Ce premier état est daté du dernier quart du Ier siècle av. J.-C., par comparaison avec la Maison Carrée de Nîmes. La plus grande partie de l'édifice fut reconstruite au Ier siècle. Selon les spécialistes de l'ornementation antique, ces chapiteaux traités de manière plus naturelle auraient été sculptés vers le milieu du Ier siècle de notre ère. La reconstruction partielle serait intervenue quelques décennies après la construction.

### Le théâtre antique
Situé à l'est du forum, il a été construit au Ier siècle. Il pouvait accueillir jusqu'à 11 à 12 000 spectateurs et était le second plus grand de Gaule après celui d'Autun. À ce titre, il était l'un des plus grands du monde romain. Des éléments du décor du mur de scène et du pulpitum ont été conservés.

### Le cirque romain (la Pyramide)
Construit à la fin du IIe siècle, il a été mis au jour au XIXe siècle. La Pyramide du cirque marque le centre de la barrière du milieu de la piste de l'hippodrome. Il était situé au sud de la ville, non loin du Rhône, sur un terrain plat orienté nord-sud. Les fouilles archéologiques ont permis de connaître ses dimensions : 460 m de long.

### L'enceinte romaine
Cette enceinte romaine était l'une des plus longues enceintes de Gaule : plus de 7 km de long, elle enserrait les quartiers situés sur la rive gauche du Rhône. Elle fut édifiée sous le règne de Tibère.

### Les vestiges d'une voie romaine
À l'occasion de l'aménagement du jardin public à la fin du XIXe siècle, une voie romaine bordée d'un trottoir fut mise au jour, en 1895. Datant peut-être du Ier siècle, la Via Agrippa  passait par la cité antique de Vienna Allobrogum ainsi que cinq autres voies romaines, elle conduisait aux grands entrepôts construits sur les berges du Rhône.
D'autres vestiges sont visibles dans le jardin, comme une borne milliaire romaine,, érigée lors du règne de l'empereur Constantin, au début du VIe siècle, et trouvée dans les environs, en 1752. L'inscription est martelée, et le nom de Maximien Hercule aurait été effacé à la suite de sa damnatio memoriæ par Constantin, après 311.

### Les thermes des Lutteurs
Situés sur la rive droite du Rhône, sur le territoire d la commune de Saint-Romain-en-Gal, ses vestiges ont été mis au jour en 1991. Ils ont été construits vers 65, transformés au IIe siècle et abandonnés au IIIe siècle. La superficie s'étendait sur 3 500 m2.

### Quartier artisanal et résidentiel de la rive droite du Rhône
Ces vestiges archéologiques ont été mis au jour en 1967. Le site fut occupé à la fin du Ier siècle av. J.-C. de grandes demeures à péristyle avoisinaient avec des entrepôts, des boutiques, des échoppes d'artisans et des ateliers. Plusieurs mosaïques polychromes y sont conservées ainsi que des peintures murales, une statue d'Aphrodite, des amphores...
Le cours du Rhône, même impétueux, devint donc, pour les colons, un axe commercial liant la Méditerranée à Lyon, via Arles et Vienne, et, en amont, les cités des Alpes péninnes (Suisse occidentale). Grâce à un système de halage maîtrisé par les bateliers antiques, les denrées et les produits de luxe transitaient d'un côté comme de l'autre, faisant de Vienne puis de Lugdunum une plaque tournante du commerce en Gaule de l'Est.

### Autres vestiges
- vestiges de l'Odéon
- Le Jardin de Cybèle : jardin archéologique avec vestiges du portique du forum
- Les murs romains le long de la Gère

et de nombreux vestiges lapidaires ou céramiques conservés dans les musées de la ville :
- Musée des Beaux-Arts et d'Archéologie de Vienne
- Musée archéologique Saint-Pierre de Vienne
- Musée du cloître de Saint-André-le-Bas de Vienne
- Musée gallo-romain de Saint-Romain-en-Gal